# Goldschwanz-Anemonenfisch
Der Goldschwanz-Anemonenfisch (Amphiprion sebae) lebt in den Korallenriffen des nördlichen Indischen Ozeans von Aden entlang der Küsten des Arabischen Meeres, an den Küsten Indiens und Sri Lankas, bei den Malediven, in der Andamanensee und an der Südküste Sumatras und der Küste des westlichen Java. Der wissenschaftliche Name ehrt den deutsch-holländischen Naturforscher Albert Seba.
Die Fische akzeptieren von allen Symbioseanemonen nur die Teppichanemone (Stichodactyla haddoni) als Partner.

## Merkmale
Die Fische haben eine schwarze Grundfarbe; Schnauzenregion, Bauch, Brust-, Bauch-, After- und Schwanzflosse sind gelb. Hinter dem Auge, sowie vom hinteren Teil der Rückenflosse ziehen sich zwei breite Querbänder zum unteren Rand des Kiemendeckels bzw. zum Bauch zwischen Bauch- und Afterflosse. Es gibt auch Exemplare, die abgesehen von den weißen Querbändern sowie der gelben Schnauzenregion und der ebenfalls gelben Schwanzflossenwurzel gänzlich schwarz sind. Die schwarze Grundfarbe kann auch bräunlich sein, die gelben Partien auch orange.
Die Rückenflosse hat zehn bis elf Hart- und 14 bis 17 Weichstrahlen, die Afterflosse zwei Hart- und 13 bis 14 Weichstrahlen. Amphiprion sebae wird bis zu 16 Zentimeter lang.